# Le Souper (pièce de théâtre)
Pour les articles homonymes, voir Le Souper.
Le Souper est une pièce de théâtre en un acte de Jean-Claude Brisville, écrite en 1989.

## Personnages
|                       |  |  |
| Talleyrand et Fouché. |  |  |

- Talleyrand, prince de Bénévent et ministre des Affaires extérieures sous le Premier Empire
- Fouché, duc d'Otrante et ministre de la police dans plusieurs gouvernements
- Jacques, valet de M. de Talleyrand
- Jean, valet de M. de Talleyrand.

## Argument

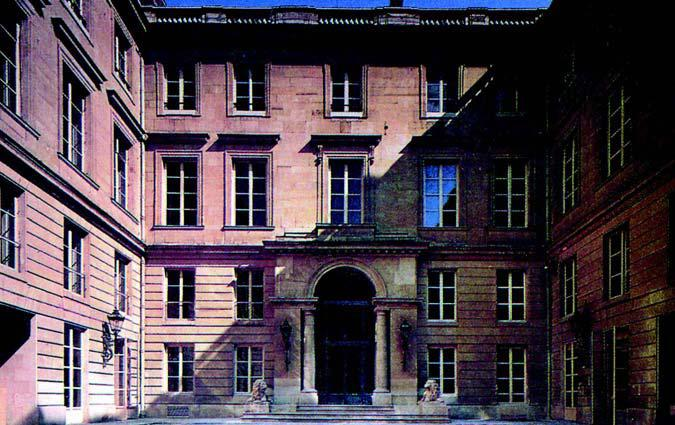
L'hôtel de Talleyrand, façade cour

La scène du souper se déroule à Paris le 6 juillet 1815 à minuit, dans l'hôtel particulier de Talleyrand (également nommé hôtel de Saint-Florentin). Fouché s'est rendu à l'invitation de Talleyrand pour y parler affaires. Napoléon a abdiqué et Paris est occupé par les troupes coalisées. On s'interroge alors sur la nature du gouvernement à donner à la France. Dehors, des émeutiers sont contenus avec difficulté par le service d'ordre de la capitale. 
Fouché pense qu'il faut revenir à la république. Pour Talleyrand, il faut restaurer les Bourbons ; mais pour cela, il a besoin de l'appui de Fouché, actuellement président du gouvernement provisoire, qui contrôle la ville de Paris. 
Ce fin souper est l'occasion de le convaincre que le retour de Louis XVIII sur le trône est la seule bonne solution.
Entre deux plats, les deux hauts dignitaires révèlent - souvent à demi-mot - leurs crimes, leurs trahisons, leurs intrigues.

## Représentations

### Théâtre Montparnasse,1989
Le spectacle est créé le 20 septembre 1989 au Théâtre Montparnasse, Brisville profita des célébrations du bicentenaire de la révolution.
- Mise en scène : Jean-Pierre Miquel
- Décors : André Acquart
- Costumes : Pierre Dios[2]
- Personnages et interprètes :
  - Talleyrand : Claude Rich
  - Fouché : Claude Brasseur
  - Jacques, valet de Talleyrand : Laurent Rey[3]
  - Jean, valet de Talleyrand : Serge Krakowski[4]

Ce spectacle  est nommé dans quatre catégories aux Molières 1990 : comédien, auteur, metteur en scène, et théâtre privé. Il reçoit le Molière du théâtre privé en 1991 et obtient une nouvelle nomination au Molière de l'auteur.

### Théâtre de la Madeleine,2015
Le spectacle est repris le 6 février 2015 au Théâtre de la Madeleine.
- Mise en scène et lumières : Daniel Benoin.
- Scénographie : Jean-Pierre Laporte[5].
- Costumes : Nathalie Bérard-Benoin.
- Vidéo : Paulo Correia.
- Distribution :
  - Niels Arestrup (Talleyrand),
  - Patrick Chesnais (Fouché),
  - Paul Charieras,
  - Benjamin Migneco

### Théâtre de Poche Montparnasse,2018
Le spectacle est repris le 6 janvier 2018 au Théâtre de Poche Montparnasse.
- Mise en scène : Daniel et William Mesguich
- Costumes : Dominique Louis
- Distribution :
  - Daniel Mesguich (Talleyrand)
  - William Mesguich (Fouché)

## Cinéma
En 1992, Édouard Molinaro en a tiré une adaptation cinématographique sous le même titre et avec la même première distribution.